# عصابة عزوز (مسرحية)
عصابة عزوز، مسرحية استعراضية أقيمت عام 2010

## الممثلين
1. هيا عبد السلام
2. عبد الله بوشهري
3. محمود بوشهري
4. فؤاد علي
5. حسين المهدي
6. محمد الرمضان
7. إبراهيم دشتي
8. أحمد حسين
9. أفراح (ممثلة)
10. إبراهيم دشتي
11. صمود
12. فرح الهادي